# Baidiostracidae
Baidiostracidae zijn een uitgestorven familie van tweekleppigen uit de orde Actinodontida.